# Gruppo di M109
Il Gruppo di M109 (conosciuto anche come Gruppo di NGC 3992) è un grande gruppo di galassie distante circa 55 milioni di anni luce, situato nella costellazione dell'Orsa Maggiore. Il gruppo prende nome dalla galassia più luminosa dello stesso, la galassia M109. 
Il Gruppo di M109 è, a sua volta, un componente dell'Ammasso dell'Orsa Maggiore.

## Membri
La seguente tabella indica gli oggetti più importanti e le galassie confermate come appartenenti al Gruppo di M109, secondo i cataloghi Nearby Galaxies Catalog, Foque et al.,, Lyons Groups of Galaxies (LGG), e le tre liste di gruppi derivate dal Nearby Optical Galaxy di Guiricin:
| Nome     | Tipo        | R.A. (J2000)  | Dec. (J2000) | Redshift (km/s) | Magnitudine apparente |
| -------- | ----------- | ------------- | ------------ | --------------- | --------------------- |
| M109     | SB(rs)bc    | 11h 57m 36.0s | +53° 22′ 28″ | 1048 ± 1        | 10.6                  |
| NGC 3718 | SB(s)a pec  | 11h 32m 34.9s | +53° 04′ 05″ | 993 ± 1         | 11.6                  |
| NGC 3726 | SAB(r)c     | 11h 33m 21.2s | +47° 01′ 45″ | 866 ± 1         | 10.9                  |
| NGC 3729 | SB(r)a pec  | 11h 33m 49.3s | +53° 07′ 32″ | 1060 ± 1        | 12.0                  |
| NGC 3769 | SB(r)b      | 11h 37m 44.1s | +47° 53′ 35″ | 737 ± 2         | 12.5                  |
| NGC 3782 | SAB(s)cd    | 11h 39m 20.7s | +46° 30′ 48″ | 739 ± 6         | 13.1                  |
| NGC 3870 | S0          | 11h 45m 56.6s | +50° 11′ 59″ | 756 ± 7         | 13.4                  |
| NGC 3877 | Sc          | 11h 46m 07.8s | +47° 29′ 41″ | 895 ± 4         | 12.1                  |
| NGC 3893 | SAB(rs)c    | 11h 48m 38.2s | +48° 42′ 39″ | 967 ± 1         | 11.2                  |
| NGC 3913 | (R)SA(rs)d  | 11h 50m 38.9s | +55° 21′ 14″ | 954 ± 4         | 13.2                  |
| NGC 3917 | SAcd        | 11h 50m 45.5s | +51° 49′ 27″ | 965 ± 1         | 12.5                  |
| NGC 3922 | S0/a        | 11h 51m 13.4s | +50° 09′ 25″ | 906 ± 7         | 13.4                  |
| NGC 3928 | SA(s)b      | 11h 51m 47.6s | +48° 40′ 59″ | 988 ± 4         | 13.0                  |
| NGC 3949 | SA(s)bc     | 11h 53m 41.4s | +47° 51′ 32″ | 800 ± 1         | 11.5                  |
| NGC 3953 | SB(r)bc     | 11h 53m 48.9s | +52° 19′ 36″ | 1052 ± 2        | 10.8                  |
| NGC 3972 | SA(s)bc     | 11h 55m 45.1s | +55° 19′ 15″ | 852 ± 1         | 13.1                  |
| NGC 3982 | SAB(r)b     | 11h 56m 28.1s | +55° 07′ 31″ | 1109 ± 6        | 12.0                  |
| NGC 4010 | SB(s)d      | 11h 58m 37.9s | +47° 15′ 41″ | 902 ± 1         | 13.2                  |
| NGC 4026 | S0          | 11h 59m 25.2s | +50° 57′ 42″ | 930 ± 40        | 11.7                  |
| NGC 4085 | SAB(s)c     | 12h 05m 22.7s | +50° 21′ 10″ | 746 ± 5         | 13.0                  |
| NGC 4088 | SAB(rs)bc   | 12h 05m 34.2s | +50° 32′ 21″ | 757 ± 1         | 11.2                  |
| NGC 4100 | (R)SA(rs)bc | 12h 06m 08.1s | +49° 34′ 59″ | 1074 ± 1        | 11.9                  |
| NGC 4102 | SAB(s)b     | 12h 06m 23.1s | +52° 42′ 39″ | 846 ± 2         | 12.0                  |
| NGC 4142 | SB(s)d      | 12h 09m 30.2s | +53° 06′ 18″ | 1157 ± 7        | 13.9                  |
| NGC 4157 | SAB(s)b     | 12h 11m 04.4s | +50° 29′ 05″ | 774 ± 2         | 12.2                  |
| UGC 6628 | SAm         | 11h 40m 06.7s | +45° 56′ 34″ | 841 ± 1         | 13.2                  |
| UGC 6667 | Scd         | 11h 42m 26.3s | +51° 35′ 53″ | 973 ± 1         | 14.2                  |
| UGC 6840 | SB(rs)m     | 11h 52m 07.0s | +52° 06′ 29″ | 1046 ± 5        | 14.3                  |
| UGC 6917 | SBm         | 11h 56m 28.8s | +50° 25′ 42″ | 911 ± 1         | 13.1                  |
| UGC 6923 | Im          | 11h 56m 49.4s | +53° 09′ 37″ | 1066 ± 2        | 15.1                  |
| UGC 6930 | SAB(s)d     | 11h 57m 17.3s | +49° 16′ 59″ | 777 ± 0         | 12.7                  |
| UGC 6983 | SB(rs)cd    | 11h 59m 09.3s | +52° 42′ 27″ | 1082 ± 1        | 13.1                  |
| UGC 7218 | Im          | 12h 12m 56.5s | +52° 15′ 55″ | 770 ± 7         | 14.8                  |

Altre galassie, come ad esempio NGC 3631, NGC 3990 e NGC 4217, sono potenziali candidati a far parte di questo vasto gruppo, ma la loro inclusione non è ancora appurata, così come non univoca è la suddivisione in due sottogruppi noti come Ursa Major I North e Ursa Major I South adottata da Foque. La maggior parte delle fonti infatti lo considera un unico insieme di galassie.